# 斯維納里
49°56′16″N 35°44′50″E / 49.93778°N 35.74722°E
斯維納里（烏克蘭語：Свинарі）是位於烏克蘭東部的村莊，由哈爾科夫州博霍杜希夫區的瓦爾基市鎮負責管轄。該村始建於1695年，面積2.96平方公里，海拔高度198米，2001年人口130，人口密度每平方公里43.9人。